# Ablepharus darvazi
Ablepharus darvazi är en ödleart som beskrevs av  Yeriomchenko och& Panfilov 1990. Ablepharus darvazi ingår i släktet Ablepharus och familjen skinkar. Inga underarter finns listade i Catalogue of Life.
Denna skink förekommer i Tadzjikistan och kanske i angränsande stater. Arten lever i bergstrakter mellan 2000 och 2500 meter över havet. Individerna vistas i buskskogar, i bergsskogar och i klippiga områden med glest fördelad växtlighet. Ablepharus darvazi delar reviret med Asymblepharus alaicus och delvis med Asymblepharus pannonicus. Honor lägger ägg.
Det är inget känt om populationens storlek och möjliga hot. IUCN listar arten med kunskapsbrist (DD).